# Complexul lui Dumnezeu

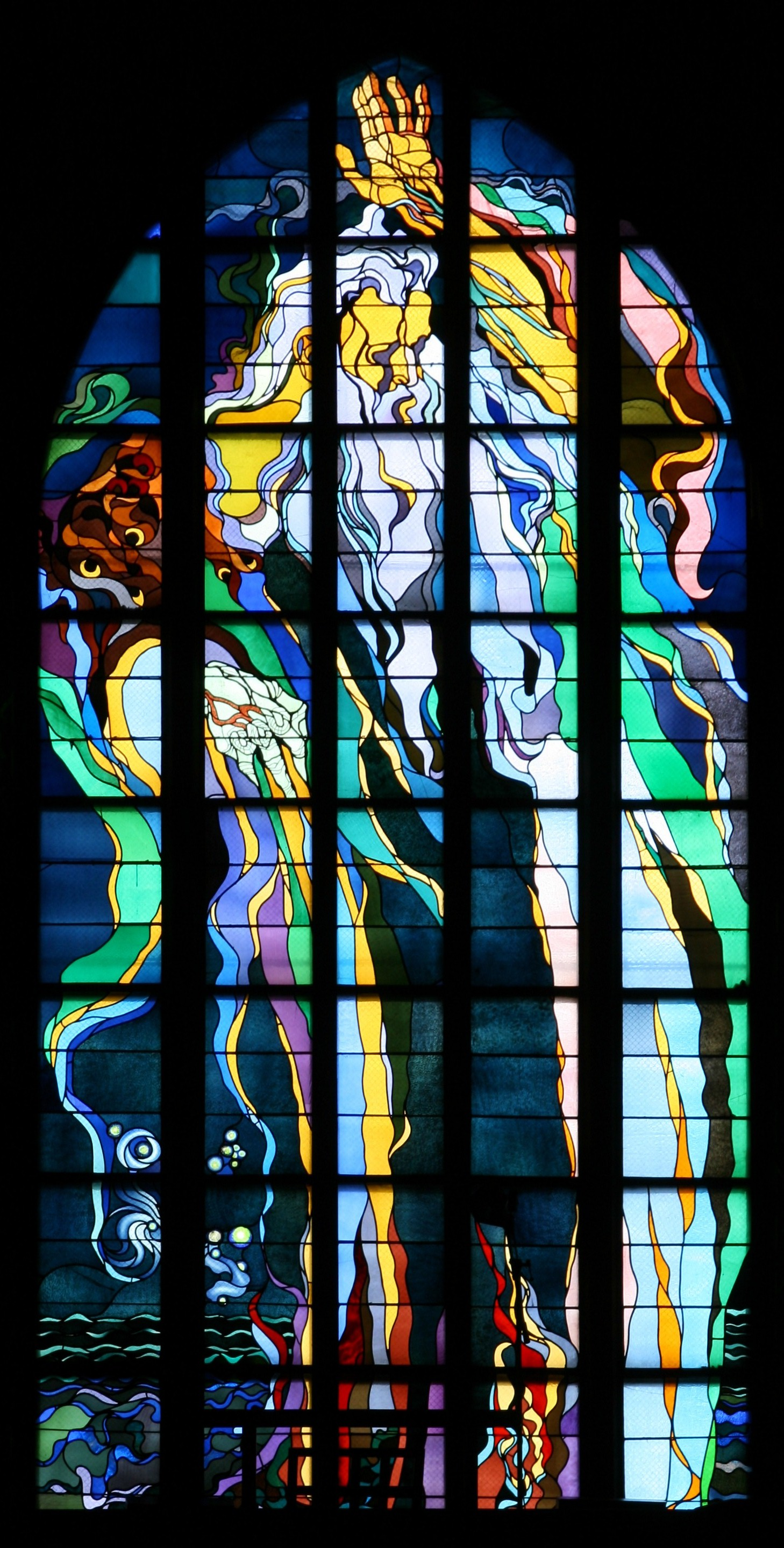
Complexul lui Dumnezeu

Complexul lui Dumnezeu (sindromul lui Dumnezeu; complexul dumnezeului; complexul Iehova) este o credință de nezdruncinat caracterizată prin sentimente emfatice, umflate, exagerate, infatuate constant de capacitate personală, privilegiu sau infailibilitate. O persoană cu un complexul de dumnezeu poate refuza să admită posibilitatea erorii sau eșecului, chiar și în fața unor dovezi irefutabile, probleme intractabile sau sarcini dificile sau imposibile. De asemenea, persoana este extrem de dogmatică în ceea ce privește părerile sale, ceea ce înseamnă că persoana vorbește despre opiniile sale personale ca și cum ar fi fost indubitabil corecte.  Cineva cu un complex de dumnezei nu poate arăta nicio atenție pentru convențiile și cerințele societății și poate solicita considerare sau privilegii speciale. 

## Complexul Iehova
Complexul Iehova este un termen înrudit folosit în analiza jungiană pentru a descrie o nevroză a autoinflației egotistice. Utilizare inclusă în contribuțiile psihanalitice la psihohistorie și biografie, cu, de exemplu, Fritz Wittels folosind termenul despre Sigmund Freud în biografia sa din 1924  și HE Barnes folosind termenii despre George Washington și Andrew Jackson . 
Complexul lui Dumnezeu nu este un termen clinic și nici o tulburare diagnostică și nu apare în Manualul de diagnostic și statistic al tulburărilor mintale (DSM). 
Prima persoană care a folosit termenul de complex al zeității a fost Ernest Jones (1913–1951).  Descrierea sa, cel puțin în pagina conținutului Eseuri în psihanaliza aplicată, descrie complexul zeului drept credința că este un zeu . 

## Informații corelate
- Sindromul Ierusalim
- Sănătatea mintală a lui Isus din Nazaret
- Sindromul Mesia
- Sindromul Florența
- Schizofrenie
- Nebun întru Hristos